# Fogão de Lenha (livro)
Fogão de Lenha é um livro da culinarista e escritora brasileira Stella Libânio, publicado pela primeira vez no ano de 1977.

## Obra
Stella Libânio, é considerada uma das principais escritoras do segmento gastronômico do Brasil. O livro Fogão de Lenha, marca a estreia de Stella no mundo literário.
Neste livro encontra-se uma série de revisitas da culinária de Minas Gerais, trazendo receitas desde o século XIX, passando pelos licores e cachaças mineiros e as sobremesas. Devido seu caráter multifacetado e detentora de uma vasta pesquisa, o livro é considerado um dos grandes estudos sobre a cozinha mineira.
A produção do livro, foi encomendada pelo governo do Estado de Minas Gerais, devido ao potencial turístico que a comida mineira possui - sendo  coeditado pela Secretaria de Ciência e Tecnologia. Devido o braço estatal na publicação, o governador mineiro Aureliano Chaves, escreveu uma das introduções do livro considerando a obra uma parte da “história, pesquisa cultural e lição de mineiridade."
Diversos estudiosos do campo das ciências humanas utilizam o livro para conseguir mapear as receitas de Minas Gerais.

## Publicações
O livro foi publicado pela primeira vez no ano de 1977, na cidade de Petrópolis - interior do estado do Rio de Janeiro - pela editora Vozes. Desde então, o livro vêm sendo publicado diversas vezes por distintas editoras.

## Reedição
Com o avanço da tecnologia na vida doméstica, o uso do gás passou a ser mais comum na vida das famílias brasileiras. Com isso, no ano de 2006, o livro ganhou uma versão para receitas serem feitas com o uso de gás de cozinha. Em entrevista para o jornal mineiro O Tempo, Libânio afirmou que "na primeira versão eu ensinava como preparar todas as receitas em fogão a lenha. Agora eu adaptei a maioria para fogão a gás, como os pratos de festa junina, por exemplo."